# Родригес, Симон (философ)
Симо́н Родри́гес (исп. Simón Rodríguez, известен также под именем Сэмуэль Робинсон, 1769—1854) — венесуэльский философ и просветитель, наставник Симона Боливара.

## Биография
Родился в Каракасе (в то время — провинция Венесуэла Испанской империи). Мать Симона, Розалия Родригес, была дочерью владельца фермы, уроженца Канарских островов. В 1791 году городской совет (кабильдо) Каракаса назначил С. Родригеса на должность учителя в «Школу чтения и письма для мальчиков». Среди его учеников был Симон Боливар, в будущем — выдающийся военный и политический деятель Латинской Америки. Родригес был знаком с работами французских просветителей, особое влияние на него оказали труды Ж.-Ж.Руссо. В 1794 году Родригес представил городскому совету своё эссе «Размышления о дефектах, препятствующих работе начальной школы чтения и письма для мальчиков и средства её реформирования» (исп. Reflexiones sobre los defectos que vician la escuela de primeras letras en Caracas y medios de lograr su reforma por un nuevo establecimiento). В этой работе Родригес представил свой оригинальный взгляд на устройство системы школьного образования, идущий вразрез с канонами испанской колониальной администрации.
В 1797 году Симон Родригес принял участие в заговоре Гуаля против испанских колониальных властей. Заговор потерпел неудачу, и Родригес был вынужден бежать из страны на Ямайку, где из соображений конспирации сменил имя на «Сэмуэль Робинсон», под которым жил всё время эмиграции. С.Родригес сначала прожил несколько лет в США, а в 1801 году переехал во Францию. В 1804 году во Франции он встретил своего бывшего ученика Симона Боливара, которому к тому моменту исполнился 21 год. Родригес и Боливар вместе путешествовали по Европе, в 1805 году они были свидетелями коронации Наполеона Бонапарта в Милане в качестве короля Италии. В Риме на горе Монте Сакро Боливар произнёс свою знаменитую клятву: «Я клянусь перед вами, я клянусь Богом моих родителей, я клянусь честью, я клянусь моей Родиной, что не буду давать ни покоя своим рукам, ни отдыха душе моей, пока я не разрушу оковы, в которые мы закованы по воле испанской власти». После этого Боливар уехал сначала в США, а в 1807 году вернулся в провинцию Венесуэла, где включился в борьбу против испанских властей, Родригес же остался в Европе и период с 1806 по 1823 годы жил в Италии, Пруссии и России, где работал в химической лаборатории, участвовал в работе социалистических кружков, руководил начальной школой в маленьком российском городе.
Родригес вернулся в Латинскую Америку только в 1823 году, когда завершилась война за независимость испанских колоний, а Боливар, получивший прозвище «Освободитель», стал президентом Великой Колумбии, в состав которой входили Венесуэла, нынешние Колумбия с Панамой и Эквадор. На родине философ вернул себе имя «Симон Родригес» и вновь занялся просвещением. В 1824 году Боливар назначил Родригеса «директором по народному образованию, физическим и математическим наукам и искусствам» Перу и «директором копей, сельского хозяйства и общественных дорог» Боливии. Но сподвижник Боливара Антонио Сукре, занявший пост президента Боливии с 1826 года, был с Родригесом в напряжённых отношениях, и в том же году Родригес ушёл в отставку. После этого до конца жизни Родригес работал в качестве педагога и писателя в разных местах в Перу, Чили и Эквадоре. Среди его трудов особое место занимает работа «Американские общества» (исп. Sociedades Americanas), которая была опубликована в нескольких выпусках, изданных в Арекипе (1828), Консепсьоне (1834), Вальпараисо (1838) и в Лиме (1842).
Большинство письменных трудов Родригеса хранились в столице Эквадора Гуаякиле, но погибли во время пожара 1896 года.
Симон Родригес умер в Перу в 1854 году. Столетие спустя его прах был перезахоронен в Национальном пантеоне в Каракасе.

## Память

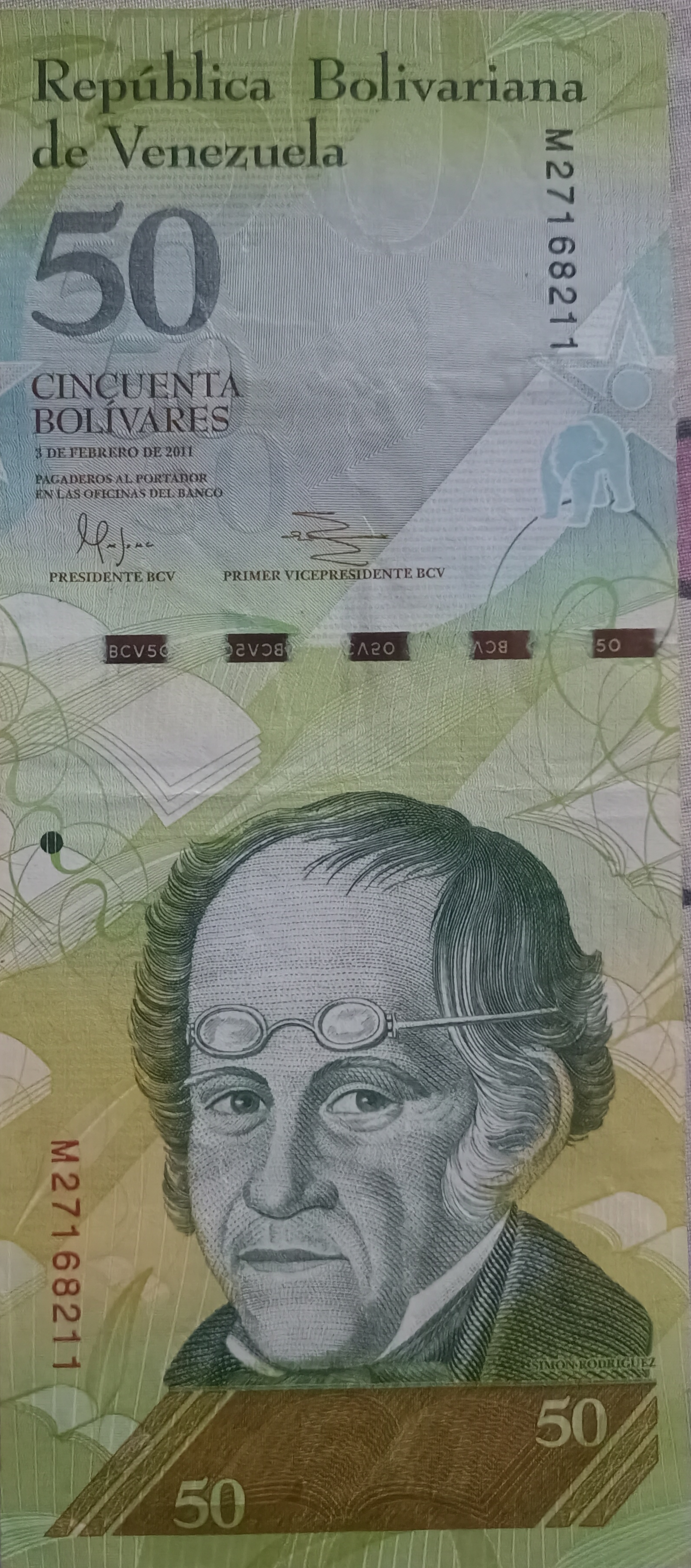
Венесуэльская банкнота в 50 боливаров образца 2007 г.

Портрет Родригеса помещён на венесуэльской купюре достоинством 50 боливаров фуэрте 2007 года (портрет самого С.Боливара размещён на купюре достоинством 100 боливаров). На купюрах старого образца (до 2007 года) его портрет был помещён на банкноте достоинством 20 тысяч боливаров.
В Венесуэле во время правления Уго Чавеса одна из государственных программ по борьбе с бедностью получила в честь С.Родригеса название миссия Робинсона, по его псевдониму времён эмиграции.